# استعادة المناخ

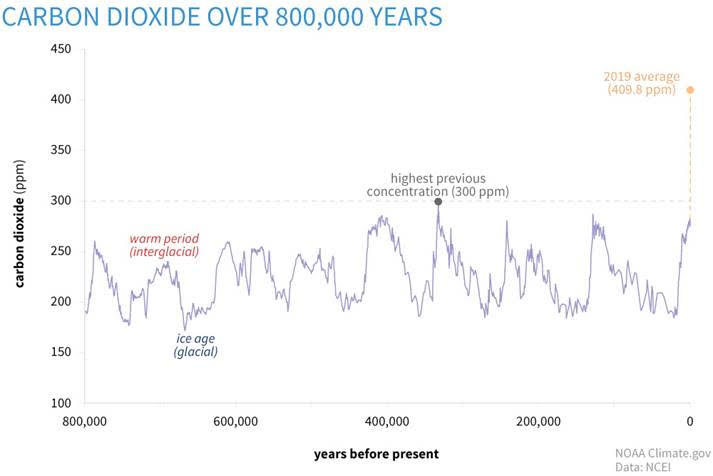
إن ثنائي أكسيد الكربون اليوم أعلى بحوالي 120 جزء في المليون من أعلى المستويات التي عاشها البشر على المدى الطويل. لقد أزالت الطبيعة كميات هائلة مماثلة من ثنائي أكسيد الكربون قبل العصور الجليدية السابقة، عشر مرات خلال الـ 800 ألف سنة الماضية. يتم تحويل ثنائي أكسيد الكربون الذي يقلل مستوياته بمقدار 120 جزءًا في المليون في الغالب إلى كربون حيوي بواسطة العوالق النباتية ويتم تخزينه في أعماق المحيطات، ويتم إطلاقه عندما ينتهي العصر الجليدي. يتوافق نمو العوالق النباتية مع تركيز الحديد في المحيطات.

استعادة المناخ: هو هدف تغير المناخ  والإجراءات المرتبطة به لاستعادة ثاني أكسيد الكربون إلى مستويات أقل من 300 جزء في المليون التي عاش فيها البشر لفترات طويلة. سيعيد هذا النظام الأرضي بشكل عام إلى حالة آمنة ، لصالح رفاهية الأجيال المستقبلية من البشر والطبيعة. تشمل الإجراءات إزالة ثنائي أكسيد الكربون من الغلاف الجوي للأرض، بالاقتران مع تقليل انبعاثات ثنائي أكسيد الكربون، سيقلل من مستوى ثنائي أكسيد الكربون في الغلاف الجوي وبالتالي يقلل من الاحتباس الحراري  الناتج عن آثار الاحتباس الحراري لفائض ثاني أكسيد الكربون عن مستواه القبلي للثورة الصناعية. تشمل الإجراءات أيضًا استعادة مستويات الميثان الجوي إلى ما قبل الثورة الصناعية من خلال تسريع أكسدة الميثان الطبيعية.
تعزز استعادة المناخ الأهداف القديمة للمناخ (استقرار مناخ الأرض) لتشمل ضمان بقاء البشرية من خلال استعادة ثاني أكسيد الكربون إلى مستويات الـ 6000 سنة الماضية والتي سمحت بتطور الزراعة والحضارة.

## الترميم والتخفيف
يعتبر استعادة المناخ الهدف الأساسي الذي يكمن وراء التخفيف من تغير المناخ ، حيث تهدف الإجراءات إلى "تقليل مدى أو معدل تغير المناخ على المدى الطويل". يقبل مؤيدو استعادة المناخ أن تغيير المناخ قد أثر سلبًا وبشكل كبير، والذي يهدد بقاء البشرية على المدى الطويل. ويترك مسار التخفيف الحالي خطر تجاوز الظروف والقدرة على التكيف وأن تحدث تغيرات مناخية مفاجئة. هناك ضرورة أخلاقية إنسانية لزيادة فرص بقاء الأجيال المستقبلية على قيد الحياة. من خلال تعزيز رؤية "بقاء البشرية وازدهارها"، مع استعادة نظام الأرض إلى حالة قريبة من تلك التي تطور فيها جنسنا البشري وحضارتنا، يدعي المدافعون أن هناك حافزًا كبيرًا للابتكار والاستثمار لضمان أن هذه الاستعادة تتم بأمان وفي الوقت المناسب. وكما ورد في مجلة "الإيكونوميست" في نوفمبر/تشرين الثاني 2017، "في أي سيناريو واقعي، لا يمكن خفض الانبعاثات بسرعة كافية لإبقاء المخزون الإجمالي من الغازات الدفيئة صغيرا بما يكفي للحد من ارتفاع درجة الحرارة بنجاح. ولكن بالكاد توجد أي مناقشة عامة حول كيفية خفض الانبعاثات" لتحقيق "الانبعاثات السلبية" الإضافية اللازمة لتقليل مخزون ثنائي أكسيد الكربون. وما لم يتغير ذلك، فمن المؤكد تقريبًا أن وعد تقليل الضرر الناجم عن تغير المناخ لن يوفى به.

## استعادة المناخ كهدف سياسي
نُشرت أول مقالة رُوجعت من قبل النظراء حول استعادة المناخ في أبريل 2018 من قبل مؤسسة راند. يبحث التحليل "استعادة المناخ من خلال عدسة إدارة المخاطر، واستكشاف التكنولوجيا والظروف الاقتصادية والسياسية التي قد يكون من الممكن في ظلها تحقيق مختلف أهداف استعادة المناخ والظروف التي قد يكون المجتمع في ظلها أفضل حالًا مع هدف استعادة المناخ.
"أحد النتائج الرئيسية للدراسة هو أنه سيكون من الممكن استعادة تركيزات ثناني أكسيد الكربون في الغلاف الجوي إلى مستويات ما قبل الصناعة بتكلفة مقبولة في ظل سيناريوهين، حيث تثبت تقنيات خفض غازات الدفيئة والتقاط الهواء المباشر (DAC) فعاليتها اقتصاديًا. ومن الأمثلة على ذلك شركة كاربون إنجينيرينغ، وهي شركة للطاقة النظيفة مقرها كندا تركز على تسويق تكنولوجيا التقاط الهواء المباشر (DAC) التي تلتقط ثاني أكسيد الكربون (CO2) مباشرة من الغلاف الجوي.
إحدى التوصيات الرئيسية لدراسة مؤسسة راند هي أن الهدف الطموح لاستعادة المناخ قد يسعى إلى تحقيق تركيز ما قبل الصناعة بحلول عام 2075، أو بحلول نهاية القرن. ويخلص إلى أن "أفضل ما يمكننا القيام به هو متابعة استعادة المناخ بشغف مع دمجها في عملية الاختبار والتجريب والتصحيح والاكتشاف".

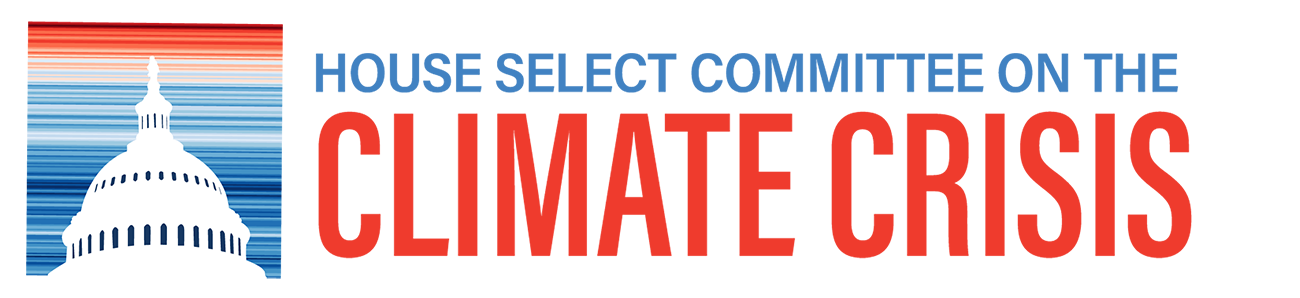
شعار اللجنة يظهر صورة لقبة الكابيتول بالولايات المتحدة وفي الخلف رسم الخطوط الدافئة حيث تصور الارتفاع السنوي في درجة الحرارة العالمية.

في 25 سبتمبر 2018، قدم النائب جيمي راسكين قرارًا بشأن استعادة المناخ إلى لجنة الطاقة والتجارة بمجلس النواب الأمريكي، واختتم بالقول "بما أن العلماء قد بحثوا في طرق للحفاظ على ارتفاع درجة الحرارة أقل من درجتين مئويتين، لكنهم لم يبحثوا بعد عن أفضل الطرق لإزالة جميع ثاني أكسيد الكربون الزائد، ووقف ارتفاع مستوى سطح البحر، واستعادة مناخ آمن وصحي للأجيال القادمة، وفي حين أن إعلان هدف استعادة مناخ آمن وصحي سيشجع العلماء على البحث عن أكثر الطرق فعالية لاستعادة مستويات ثاني أكسيد الكربون الآمنة؛ ووقف ارتفاع مستوى سطح البحر، واستعادة مناخ آمن وصحي للأجيال القادمة." وأعقب ذلك قرارات الكونجرس بشأن الطوارئ المناخية (S.Con.Res.22, H.Con.Res.52) التي "تطالب بتعبئة وطنية واجتماعية وصناعية واقتصادية للموارد والعمالة في الولايات المتحدة على نطاق واسع لوقف وتخفيف والاستعداد لعواقب حالة الطوارئ المناخية واستعادة المناخ للأجيال القادمة.
في 23 أغسطس 2023، أقر مجلس شيوخ كاليفورنيا SR-34، وهو أول قرار في البلاد للاعتراف صراحة باستعادة المناخ كأولوية سياسية  ويخلص إلى ما يلي: "إن استعادة المناخ ستفيد شعب ولاية كاليفورنيا من خلال تقليل الخسائر والأضرار الناجمة عن حرائق الغابات، مع إحداث تأثيرات إيجابية على صحة الإنسان والنظام البيئي، والصناعة، والوظائف في الزراعة والقطاعات الأخرى، يجب الآن على مجلس شيوخ ولاية كاليفورنيا أن يعترف رسميًا بالالتزام بمستقبل الأجيال وذلك لاستعادة مناخ آمن، إلى جانب تحقيق صافي انبعاثات ثاني أكسيد الكربون صافية وسالبة، الاعتراف هو أولوية لسياسة المناخ، وأن يدعو مجلس الشيوخ مجلس موارد الهواء بالولاية إلى المشاركة الفيدرالية اللازمة للكيانات حسب الاقتضاء لحث سفير الولايات المتحدة لدى الأمم المتحدة على اقتراح معاهدة مناخية من شأنها استعادة واستقرار مستويات غازات الدفيئة باعتبارها هدفنا المناخي المشترك.

## المعلمات الحرجة
الهدف النهائي لاستعادة المناخ هو زيادة احتمالية بقاء جنسنا البشري وحضارتنا بشكل عام من خلال استعادة مستويات ثنائي أكسيد الكربون في الغلاف الجوي. إن المستويات المستهدفة التقريبية هي تلك الخاصة بمعيار العصر الهولوسيني الذي تطورت فيه أنواعنا وحضارتنا مؤخرًا. يُشار إلى ذلك من الناحية الفنية على أنه "ما قبل الصناعة"، أو بوصفه غلى أنه "مثلما كان يفعل أجدادنا قبل مائة عام". من الناحية العددية، يتلخص الهدف في إعادة ثنائي أكسيد الكربون إلى الغلاف الجوي إلى ما دون أعلى المستويات التي وصل إليها البشر بالفعل على المدى الطويل، وهي 300 جزء في المليون، بحلول عام 2050. وسيتطلب تحقيق هذه الغاية إزالة ما يقرب من تريليون طن من ثاني أكسيد الكربون في الغلاف الجوي بشكل دائم.
تشمل المعلمات الحرجة لنظام الأرض ما يلي:
- مستويات عوامل التأثير المناخي في الغلاف الجوي، وخاصة ثنائي أكسيد الكربون والميثان للتأثير الإيجابي وهباء ثنائي أكسيد الكبريت للتأثير السلبي.
- المتوسط العالمي لدرجة حرارة السطح (مقارنة ببعض خطوط الأساس) ومعدل زيادته.
- مستوى سطح البحر ومعدل ارتفاع مستوى سطح البحر.[12]
- أس هيدروجيني ومعدل تحمض المحيطات.
- مستويات الجليد في القمم الجليدية القطبية.[13]

أحد الأهداف الرئيسية لاستعادة المناخ هو خفض مستوى ثنائي أكسيد الكربون من المستوى الحالي البالغ حوالي 420 جزءًا في المليون (2022) إلى مستوى ما قبل الصناعة البالغ حوالي 280 جزءًا في المليون. ولن يؤدي هذا إلى تقليل تأثير ثنائي أكسيد الكربون على ظاهرة الانحباس الحراري فحسب، بل سيؤدي أيضًا إلى تقليل تأثيره على تحمض المحيطات. سيُعزل الكربون المزال أو يُستخدم كمواد للبناء.

## استعادة المناخ رسالة مفتوحة
في 13 نوفمبر 2020، نُشرت في صحيفة الغارديان رسالة مفتوحة، أعدّتها منظمة الشباب (نحو العالم) ، تدعو إلى استعادة المناخ. وقد وقّع على الرسالة علماء وناشطون بارزون، منهم: مايكل مان، والدكتور جيمس هانسن، وجورج مونبيوت، وهندو عومارو إبراهيم، والدكتور روان ويليامز، وبيلا لاك، وويل اتينبورو، ومارك ليناس، وكلوي أرديجيس، والدكتور شهرار علي، وغيرهم الكثير. بعد نشرها، نشرت الرسالة أمام الموقّعين العامين، ونُشر الموقّعون على موقع "نحو العالم" الإلكتروني.

## المنشورات المتعلقة بإعادة تأهيل المناخ
الكتاب الأبيض
في 17 سبتمبر 2019، نشرت مؤسسة إعادة تأهيل المناخ كتابًا أبيض حول الحلول القائمة لإعادة تأهيل المناخ والتكنولوجيات الناشئة. تشمل هذه الحلول والتكنولوجيات مشاريع مثبتة وصالح تجاريًا مثل إنشاء صخور اصطناعية من الكربون الملتقط في الهواء للاستخدام في البناء والتعبيد، بالإضافة إلى الطرق الناشئة لإزالة وتخزين الكربون واستعادة المحيطات وصيد الأسماك. يناقش الكتاب الأبيض أيضًا استراتيجية إعادة تأهيل المناخ والتكاليف. واحدة من الأهداف الرئيسية لمؤسسة إعادة تأهيل المناخ هي تخفيض ثاني أكسيد الكربون في الغلاف الجوي إلى أقل من 300 جزء في المليون (أي قرب مستواها قبل الصناعة)  بحلول عام 2050.
إعادة تأهيل المناخ: المستقبل الوحيد الذي سيحافظ على بقاء الجنس البشري
نُشر هذا الكتاب الذي كتبه بيتر فيكوفسكي وكارول دوغليس في 21 أبريل 2022. يصف معايير إعادة تأهيل المناخ: الدوامة - بحيث يظل ثاني أكسيد الكربون خارج الغلاف الجوي لمدة لا تقل عن 100 عام؛ قابلية التوسع - يجب أن تكون الطريقة قادرة على إزالة ما لا يقل عن 25 مليار طن من ثاني أكسيد الكربون في السنة؛ الجدوى المالية - يجب أن يتوفر التمويل لإزالة ثنائي أكسيد الكربون على نطاق واسع. ثم يصف أربع حلول تبدو متوافقة مع هذه المعايير: أ) تغذية المحيط؛ ب) الحجر الجيري الاصطناعي؛ ج) الأعشاب البحرية؛ د) تحسين أكسدة الميثان في الغلاف الجوي باستخدام كلوريد الحديد. يدعي أن التقنيات المطلوبة والتمويل اللازمين متوفرين الآن لإعادة تأهيل المناخ. ويتطلب التوسع الآن أن تتم الموافقة على هدف الترميم من قِبَل الأمم المتحدة والمنظمات غير الحكومية الكبرى حتى يتسنى للمستثمرين والحكومات تبرير تمويل المشاريع. ونظرًا لأن المشاريع تمول ذاتيًا تجاريًا، فمن المتوقع أن تكون هناك حاجة إلى استثمارات أولية بقيمة 2 مليار دولار فقط سنويًا حتى عام 2030 على مستوى العالم.

## القيود
لا يمكن إعادة كل جانب من جوانب نظام الأرض إلى حالته السابقة: ولا سيما ارتفاع درجة حرارة أعماق البحار أو المحيطات العميقة وما يرتبط بها من ارتفاع مستوى سطح البحر -الذي حدث بالفعل- قد يكون غير قابل للتراجع بشكل أساسي في هذا القرن. وعلى العكس من ذلك، هناك جوانب معينة من نظام الأرض تحتاج إلى تحسين فيما يتعلق بالماضي القريب: ولا سيما إنتاجية الغذاء، مع الأخذ في الاعتبار زيادة عدد سكان العالم بحلول عام 2050 أو 2100.

## المنظمات الرئيسية
- نحو العالم.[19]
- مؤسسة استعادة المناخ.
- التحالف العالمي لاستعادة المناخ.
- مؤسسة المناخ.